# Amor Amri
Pour les articles homonymes, voir Amri.
Amor Amri, né le 15 janvier 1941 à Tunis, est un joueur et entraîneur de football tunisien.
Il évolue durant toute sa carrière au poste de défenseur au sein du Club africain. Il est l'un des grands formateurs des joueurs du club.
Durant sa carrière, il entraîne plusieurs équipes en Tunisie et en Arabie saoudite.

## Carrière
- 1959-1969 : Club africain (Tunisie)[1]

## Palmarès
- Championnat de Tunisie (2) : 1964, 1967
- Coupe de Tunisie (4) : 1965, 1967, 1968, 1969
- Supercoupe de Tunisie (1) : 1968

## Sélections
- 1 match international[1]